# Робинсон, Синтия
Синтия Робинсон (англ. Cynthia Robinson; 12 января 1944 — 23 ноября 2015) — американская певица и музыкант, наиболее известная как соосновательница, трубач и вокалистка группы Sly & the Family Stone. Самой известной песней с её вокалом является «Dance to the Music».
Робинсон была одной из первых женщин-трубачей, игравшей в крупной американской группе, а также стала первым музыкантом такого рода, который был введён в Зал славы рок-н-ролла. Также она была единственным музыкантом оригинального состава Family Stone, который продолжил сотрудничество со Слаем Стоуном после распада группы в 1975 году. Позже она играла в группе Graham Central Station, которую в 1974 году основал другой бывший участник Family Stone — Ларри Грехэм.

## Личная жизнь
Являлась матерью двух дочерей: Лоры Мари и Сильветт Фанн Стоун (от брака со Слаем Стоуном).

## Наследство и смерть
В 1993 году Робинсон была введена в «Зал славы рок-н-ролла» в качестве участницы Sly and the Family Stone. В 2006 году она участвовала в воссоединении оригинального состава группы.
Скончалась от рака 23 ноября 2015 года в Кармайкле, штат Калифорния в возрасте 71 года.